# Rhabdodendron
Rhabdodendron Gilg & Pilg., 1905 è un genere di piante angiosperme dell'ordine Caryophyllales, unico genere della famiglia Rhabdodendraceae Prance, 1968.

## Tassonomia
Il genere comprende le seguenti specie:
- Rhabdodendron amazonicum (Spruce ex Benth.) Huber
- Rhabdodendron gardnerianum (Benth.) Sandwith
- Rhabdodendron macrophyllum (Spruce ex Benth.) Huber